# Església de Sant Francesc Xavier (Formentera)
Sant Francesc Xavier és una església fortalesa situada a Sant Francesc de Formentera, capital de l'illa de Formentera, i dedicada a Sant Francesc Xavier. És una de les tres esglésies parroquials de Formentera –juntament amb la de Sant Ferran de ses Roques i la del Pilar de la Mola.

## Edifici

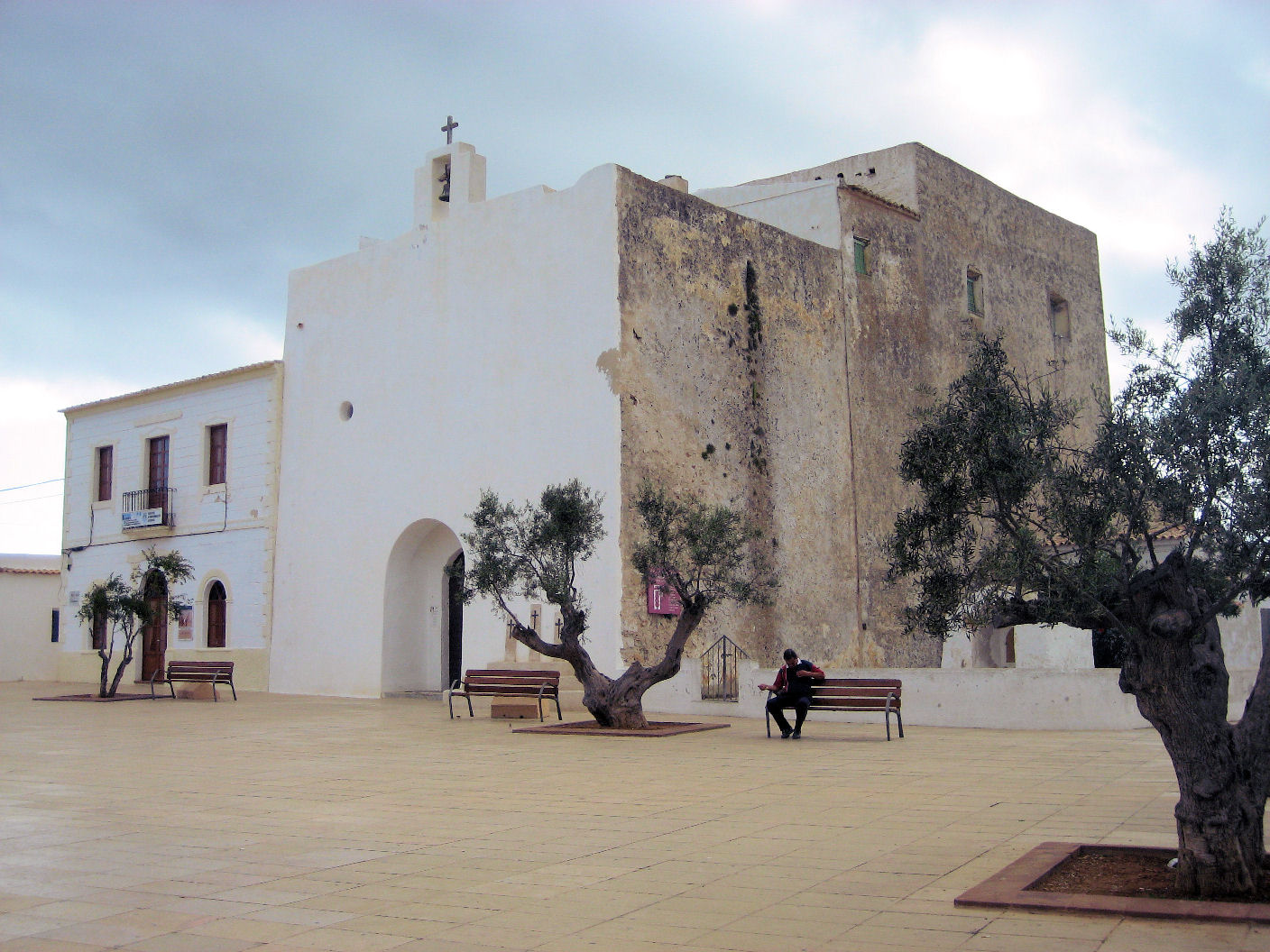
Església de Sant Francesc Xavier

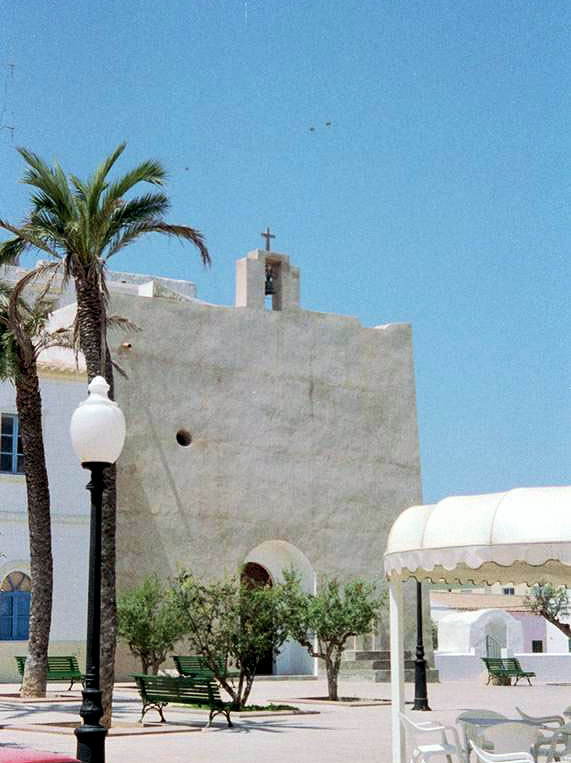
L'església de Sant Francesc Xavier abans de ser pintada

L'església té elements arquitectònics de les fortaleses com murs cecs alts i gruixuts, una porta ferrada, una coberta amb volta de canó per tal de suportar l'artilleria enemiga. L'any 2004 la façana va ser pintada de blanc, la qual cosa va generar força polèmica.

## Història
Al començament del segle xviii, durant el repoblament de l'illa hi havia una capella dedicada a Sant Valeri que era insuficient per a la població de llavors i es va decidir construir-ne una de més gran. Aleshores, els pirates berberiscos posseïen part de l'illa com a assentament per a dur a terme els saqueigs que feien a l'illa d'Eivissa i al litoral de la península Ibèrica, i així es va edificar com a defensa en cas d'atac. La construcció de l'edifici va començar l'any 1726 i va acabar el 1738. El 29 de març de 1996 el Consell Insular d'Eivissa i Formentera va declarar l'església bé d'interès cultural en la categoria de conjunts historicoartístics.